# ساکای تاداکاتسو
ساکای تاداکاتسو (به ژاپنی: 酒井 忠勝 Sakai Tadakatsu); ۲۱ ژوئیهٔ ۱۵۸۷ – ۲۵ اوت ۱۶۶۲) سامورایی، دایمیو در اوایل دوره ادو اهل ژاپن بود.